# Glossoloma chrysanthum
Glossoloma chrysanthum är en tvåhjärtbladig växtart som först beskrevs av Jules Émile Planchon och Jean Jules Linden, och fick sitt nu gällande namn av J.L. Clark. Glossoloma chrysanthum ingår i släktet Glossoloma och familjen Gesneriaceae. Inga underarter finns listade i Catalogue of Life.